# Piletosoma ignedorsalis
Piletosoma ignedorsalis là một loài bướm đêm trong họ Crambidae.